# Kampfgeschwader 2

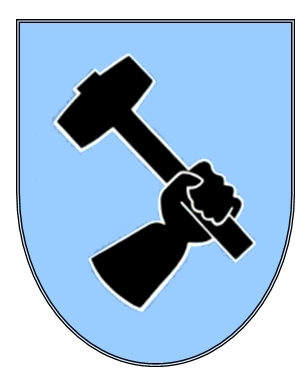
Insignie jednotky

Kampfgeschwader 2 „Holzhammer“ (zkr.: KG 2) byla bombardovací eskadra německé Luftwaffe za druhé světové války. Tato eskadra, zformovaná v květnu 1939, byla vyzbrojena jednak lehkými bombardéry Dornier Do 17 a dále těžkými bombardéry Dornier Do 217 a Junkers Ju 188. Eskadra KG 2 byla určena k taktickému bombardování a dále pak k přímé podpoře pozemních jednotek. Nasazena byla při invazi do Polska, bitvě o Belgii, bitvě o Francii, bitvě o Británii, invazi do Jugoslávie, bitvě o Řecko, invazi na Krétu, opreraci Barbarossa, Nájezdu na Dieppe, druhé bitvě o Atlantik, bitvě o Normandii a operace Kozoroh.
V průběhu celé války ztratila KG 2 celkově 767 letadel a dalších 158 bylo poškozeno. 1908 vojáků KG 2 bylo zabito v akci a 214 jich bylo zajato. K formálnímu rozpuštění III./KG 2 došlo 16. září 1944, ve skutečnosti však existovala od 1. prosince 1944 dále jakožto V. Gruppe Nachtjagdgeschwader 2 (zkr.: V./NJG 2). III./KG 2 byla totiž přeformována na noční stíhací Gruppe (~ skupinu), která byla vyzbrojena tehdy zcela novými letouny Dornier Do 335. II./KG 2 se až do prosince 1943 účastnila bombardování britských přístavů a také lodí připravených na invazi do Normandie. V této činnosti pokračovala až do 3. října 1944, kdy byla rozpuštěna z důvodu nenahraditelných ztrát. I./KG 2 byla oficiálně rozpuštěna 3. října 1944.